# 离子液体

1-丁基-3-甲基咪唑（BMIM）

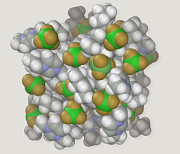
离子液体的模型

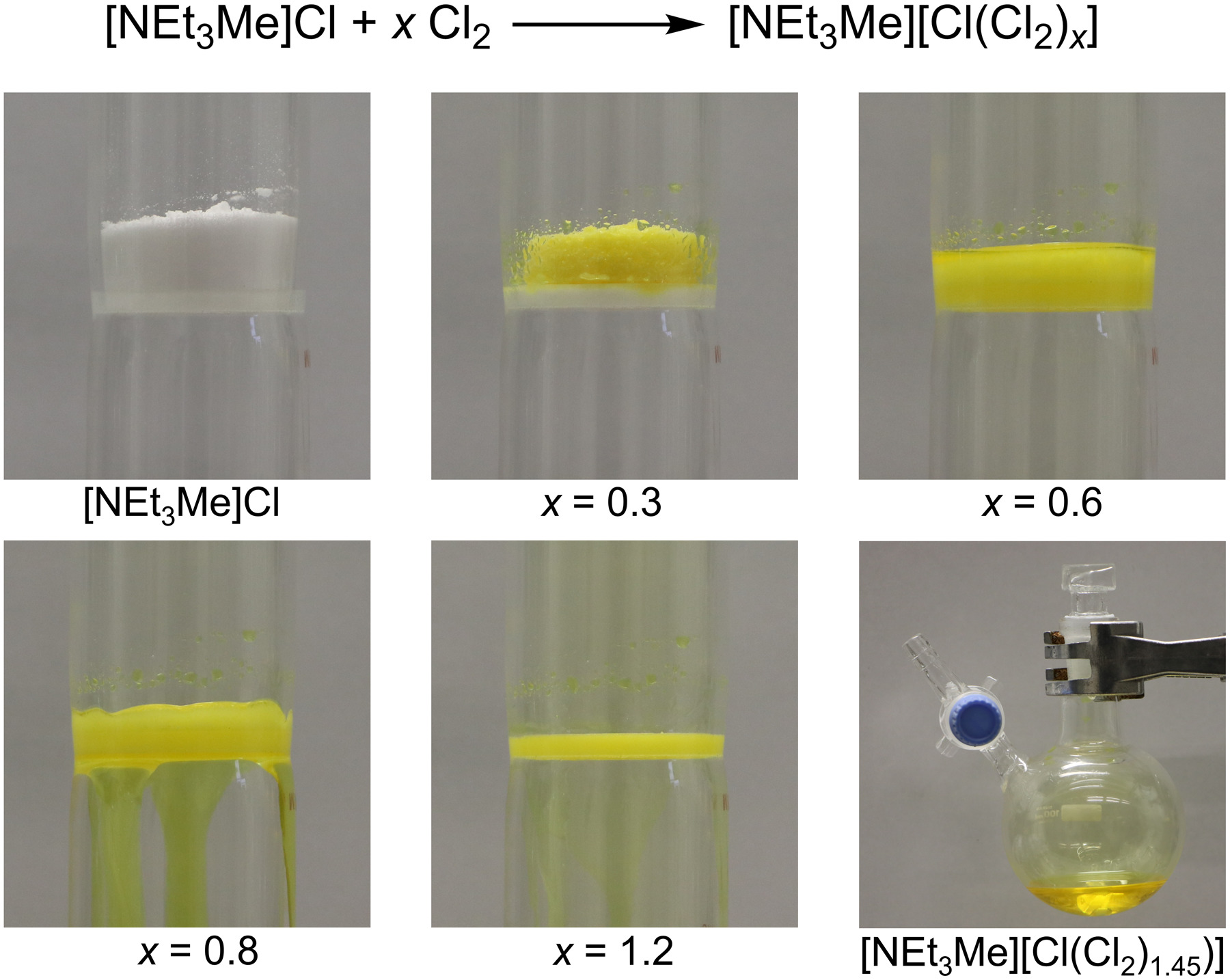
氯气处理季铵盐，形成三氯化物离子液体

离子液体（英語：Ionic liquid，IL）指液态时的离子化合物，也可指熔点低于一定温度（如100℃）的离子化合物。水和汽油等一般液體主要由電中性分子組成；但離子液體則主要由帶電荷的離子和短暫存在的離子對組成。
離子液體有許多潛在用途；他們是極佳的溶劑而可做為電離質。特別是在室溫的液體鹽類，對於在電池的應用相當重要。
所有可熔融而不分解或气化的盐类通常都可作离子液体，如氯化钠在攝氏801熔化成液體，其中主要有氯离子(Cl-)和钠离子(Na+)。离子液体在冷却时一般生成离子固体，可能是结晶或无定形。
离子键一般比普通液体的分子间范德华力要强，常见盐类的熔点大多比其他类型固体的熔点要高。目前研究中比较感兴趣的是室温或低温离子液体。

## 用途
离子液体可作为溶剂或导电液体，用途众多。近室温的离子液体是重要的电池材料。其蒸气压甚低，也用作密封材料。
一些离子液体的阴离子（如硝酸根、苦味酸根）是氧化劑，有可能燃烧或爆炸。